# Prensa Ibérica
'Prensa Ibérica és un grup empresarial audiovisual amb seu a Barcelona que publica diversos periòdics a Espanya, Portugal i Austràlia.
El seu president és Francisco Javier Moll de Miguel qui va assolir els seus primers periòdics adquirint-los en la subhasta que el 1984 el govern espanyol va realitzar dels mitjans fins llavors pertanyents a l'empresa pública Medios de comunicación del Estado. En aquells dies ja era propietari de l'Editorial Prensa Canaria des de 1978.
En la subhasta va adquirir les societats gestores de Levante El Mercantil Valenciano (València) i Información (Alacant) i La Nueva España (Astúries). Dos anys després va adquirir Faro de Vigo (Pontevedra). Més tard es van crear diverses capçaleres amb el nom de La Opinión.
Segons l'Oficina de Justificació de la Difusió, el 2005 les capçaleres d'EPI sumaven 314.012 exemplars diaris, amb una audiència d'1.879.000 lectors diaris. La seu es trobava a l'avinguda Diagonal de Barcelona. En 2009 la seva xifra de negocis sumava 5.7 milions d'euros. El desembre de 2014 es va anunciar el nomenament d'Aitor Moll Sarasola com a conseller delegat. El 2018 Prensa Ibérica va centralitzar la gestió comercial a Madrid. També el 2018 es van celebrar els quaranta anys d'història de l'editorial.
El 2019 va adquirir el Grupo Zeta i va pagar el seu deute de 30 milions €. Després d'aquesta compra, diverses desenes de treballadors foren acomiadats.

## Consell d'administració[calcitació]
President: Francisco Javier Moll de Miguel
Vicepresidenta: María Aránzazu Sarasola
Conseller Delegat: Javier Aitor Moll Sarasola 

## Mitjans de comunicació[calcitació]
Entre els mitjans que té actualment als Països Catalans hom pot assenyalar:
- Diari de Girona
- Diario de Ibiza
- Diario de Mallorca
- El Boletín
- El Periódico de Catalunya
- Información
- Información TV
- Levante-EMV
- Levante TV
- Mallorca Zeitung, setmanari en alemany de Mallorca
- Magazine, setmanari
- Mediterráneo
- Radio Diario
- Regió 7
- Sport
- Empordà
- Super Deporte
- Televisió de Manresa

D'altra banda també disposa dels següents mitjans:
- Canal 21 Televisión
- Faro de Vigo
- La Nueva España
- La Opinión A Coruña
- La Opinión de Málaga
- La Opinión de Murcia
- La Opinión de Zamora
- La Opinión TV
- La Provincia
- Málaga TV
- Radio Canarias
- The Adelaide Review, editat a Austràlia
- Alba Editorial

Al llarg de la seva història, Prensa Ibérica ha tancat aquests mitjans:
- 97.7 València
- La Opinión de Granada
- La Opinión de Tenerife
- Levante de Castelló
- Radio Levante-Radio TOP 40 (1990-1996)[8]
- Radio Información-Radio TOP 40 (1990-1996)